# 259
259是258與260之間的自然數。

## 在數學中
- 合數，正因數有1、7、37和259。
質因數分解為{\displaystyle 7\times 37}。
- 虧數，真因數和為45，虧度為214。
- 不尋常數，大於平方根的質因數為37。
- 第83個半質數。前一個為254、下一個為262。
- 無平方數因數的數。
- 十进制的等數位數。
- 幸運數
- 第160個無平方數因數的數

## 在人類文化中
- ISO 259是一個把希伯來語羅馬化的系統
- 奇異電器大樓高259公尺
- 罗伯森县 (肯塔基州)的面積為259平方公里
- 比佛利山的海拔為259英尺
- 桑給巴爾的國際電話區號原為259，因為被併入坦尚尼亞而從未使用

## 在科學中
- 鍩-259是鍩中最穩定的同位素，它的半衰期有58分鐘
- 氫的熔點為-259℃
- 氯乙烯的沸點為259K

## 在天文中
- NGC 259 是鯨魚座的一個星系
- 牧夫座ζ的軌道傾角為259°

## 在其他領域中
- 西元259年和前259年